# Distrito de Pucacolpa
El distrito peruano de Pucacolpa es una de los doce distritos pertenecientes a la provincia de Huanta, en el departamento de Ayacucho, bajo la administración del Gobierno regional de Ayacucho. Limita por el norte y por el noroeste con el Distrito de Tintay Puncu; por el noreste con el Distrito de Pangoa; por el sureste con el Distrito de Canayre; por el sur con los distritos de Ayahuanco y Pachamarca; y por el oeste con los distritos de Chinchahuasi y Colcabamba
Desde el punto de vista jerárquico de la Iglesia católica, forma parte de la Arquidiócesis de Ayacucho.

## Historia
El distrito fue creado mediante N.º 30320 el 7 de abril de 2015, en el gobierno de Ollanta Humala. (Lo cual, Pucacolpa (provincia de Huanta, región Ayacucho) cuenta con 1,278 sufragantes hasta el momento según la RENIEC-ONPE aprobado por Resolución N° 1287-2016-JNE, luego de un intenso y exhaustivo trabajo de fiscalización emprendido por la  Dirección Nacional de Fiscalización y Procesos Electorales del JNE, tras recibir la lista del padrón inicial por parte del Registro Nacional de Identificación y Estado Civil (Reniec)).

## Geografía
El Distrito de Pucacolpa abarca una superficie de 579.88 km².

## Autoridades
En las últimas elecciones (12.04.2017) se eligió como Primer Alcalde a Teodoro Toscano Crispin período de gobierno del 2017 a 2018.

### Municipales
- 2015 - 2016 Lic. Rubén Limache Tapia (Alcalde transitorio)
- 2017-2018
  - Alcalde: TEODORO TOSCANO CRISPIN,(1.er Alcalde del Distrito) Movimiento  (UPP).
  - Regidores: EMENECIO RAMOS ROJAS,JULIAN ALTAMIRANO CARDENAS, ERMELINDA TORRES AMANCCAY,SANTOS LIMACHE CERENA y VIDAL ARROYO ROJAS.

### Militares
Cap Inf EP Aliaga Lagos Jonas